# 太阳纸业
山東太陽紙業股份有限公司，簡稱太陽紙業（英語：Shandong Sun Paper Company Limited.，深交所：002078），在1982年，由多名創業者於兗州市成立前身「兗州縣城關公社造紙廠」、「兗州縣造紙廠」及「山東省兗州市造紙廠」，主要生產、銷售及設計各類紙張等。

## 历史[2]
在1982年，由現任董事長李洪信等多名創業者於兗州市成立前身「兗州縣城關公社造紙廠」、「兗州縣造紙廠」及「山東省兗州市造紙廠」。
1985年，由上述三家前身更名為「太陽紙業廠」。
1992年，太陽紙業團員李洪信、白懋林及陳昭軍等人，進行引入在美國、加拿大及香港成立4家合資企業。
1993年，合資企業太陽紙業有限公司（山東太陽紙業股份有限公司 前身）成立。
2006年11月16日，於深圳證券交易所上市，集資額為12億5250萬元人民幣，招股定價為16.7元人民幣，發行股數為7500萬股。
2022年2月25日，太陽紙業以15億元人民幣，收購廣西六景成全投資有限公司所有100%股權，直至3月1日完成收購。